# Tornadizos de Ávila
Tornadizos de Ávila è un comune spagnolo di 355 abitanti situato nella comunità autonoma di Castiglia e León.